# Czołg (obraz Christophera R.W. Nevinsona)

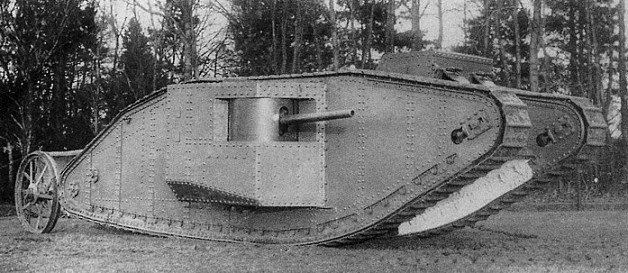
Czołg Mark I

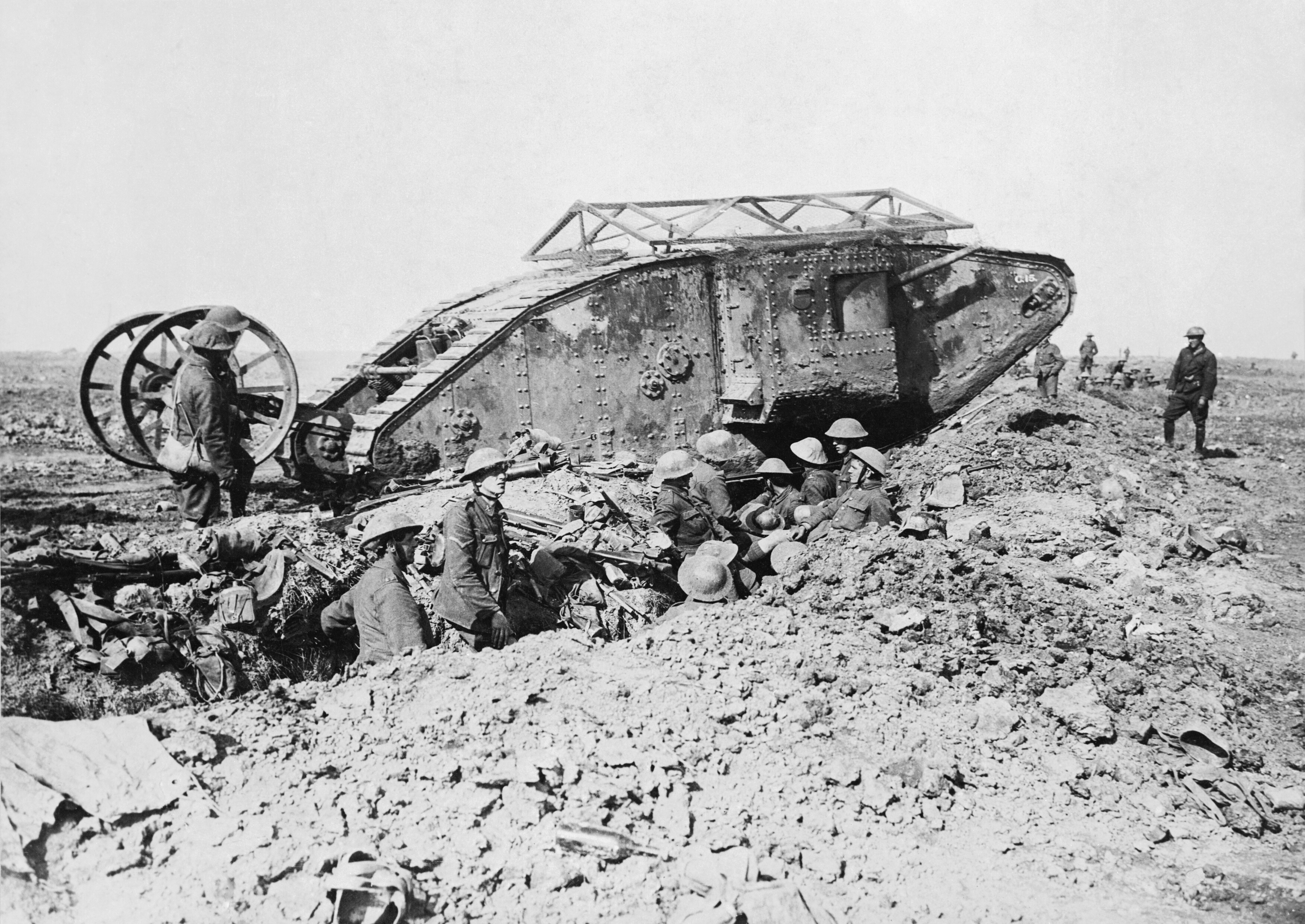
Żołnierze brytyjscy obok czołgu Mark I

Czołg (ang. A Tank) – obraz olejny namalowany przez brytyjskiego artystę Christophera R.W. Nevinsona w 1917, znajdujący się w zbiorach Imperial War Museum w Londynie. Obraz jest częścią serii płócien wykonanych na zamówienie władz wojskowych przez Nevinsona.

## Opis
Obraz, utrzymany w ciemnej tonacji barwnej, przedstawia rzut boczny brytyjskiego czołgu Mark I wprowadzonego do służby na froncie zachodnim I wojny światowej w 1916. Zakamuflowany czołg, ukazany w momencie pokonywania wzniesienia, przemierza błotnisty i nierówny teren, szczelnie wypełniając przestrzeń kompozycji. Skośne usytuowanie kadłuba dynamizuje kompozycję. Widoczne są gąsienice i wystająca ze specjalnej przybudówki na  burcie (sponsonu) lufa armaty kalibru 57 mm.
Obraz Czołg zastąpił na wystawie w Leicester Galleries w 1918 ocenzurowany przez władze inny obraz Nevinsona Ścieżki chwały. W przeciwieństwie do tamtego płótna, ukazującego ogrom ponoszonych na froncie ofiar, bardziej się nadawał do celów propagandowych, ponieważ gloryfikował nowoczesną technikę użytą w walce przez brytyjski rząd.